# چیالینگوسور
چیالینگوسور (نام علمی: Chialingosaurus) نام یک گونه از راسته پرنده‌کفلان است.